# Linn van Aanholt
Linn van Aanholt (16 de marzo de 2001) es una deportista neerlandesa que compite en remo. Ganó dos medallas en el Campeonato Europeo de Remo de 2025, oro en cuatro sin timonel y plata en ocho con timonel.

## Palmarés internacional
| Campeonato Europeo | Campeonato Europeo | Campeonato Europeo | Campeonato Europeo |
| Año                | Lugar              | Medalla            | Prueba             |
| ------------------ | ------------------ | ------------------ | ------------------ |
| 2025               | Plovdiv (Bulgaria) | Medalla de oro     | Cuatro sin timonel |
| 2025               | Plovdiv (Bulgaria) | Medalla de plata   | Ocho con timonel   |